# Astragalus chamaemeniscus
Astragalus chamaemeniscus är en ärtväxtart som beskrevs av Rupert Charles Barneby. Astragalus chamaemeniscus ingår i släktet vedlar, och familjen ärtväxter. Inga underarter finns listade i Catalogue of Life.